# Anderlingen (Kernort)
Anderlingen (niederdeutsch Annerlingen) ist der Hauptort der Gemeinde Anderlingen im niedersächsischen Landkreis Rotenburg (Wümme). Der Sitz der Gemeindeverwaltung befindet sich jedoch nicht in Anderlingen, sondern in Selsingen bei der Verwaltung der Samtgemeinde.

## Geographie

### Nachbarorte
| Windershusen, Ohrel |                                             | Sprakel, Mojenhop, Grafel |
| Haaßel, Selsingen   | Kompassrose, die auf Nachbargemeinden zeigt | Viehbrock                 |
| Twistenbostel       | Sassenholz                                  | Wense, Bohnste            |

### Landschaft
Die Landschaft von Anderlingen ist geprägt von Weiden und Wiesen mit ein paar Wäldern und Moorflächen, die nicht kultiviert worden sind. Durch die Feldmark des Ortes verläuft die 16 km lange Twiste, die in den 1960er Jahren begradigt wurde und in die Oste mündet. Ihre Quelle hat sie am Rande der Gemeinde bei Winderswohlde.

## Geschichte

### Vor- und Frühgeschichte
Die in der Gemarkung Anderlingen gefundene, dort abgebaute und neben dem Niedersächsischen Landesmuseum in Hannover wieder aufgebaute bronzezeitliche Steinkiste von Anderlingen zeigt drei menschliche Figuren auf dem südlichen Abschlussstein, der deshalb unter dem Namen Anderlinger Bildstein weit über die Region hinaus bekannt ist. Er gilt als einer der bedeutendsten bronzezeitlichen Funde im norddeutschen Raum und diente als Vorlage für das heutige Wappen des Ortes.

### Mittelalter
Anderlingen wird erstmals urkundlich im 12. Jahrhundert erwähnt (wobei eine genaue Zeitangabe fehlt), und zwar im Zusammenhang mit den Zehntschenkungen des Bischofes Hermann von Verden († 1167) an das Verdener Domkapitel (→Dom zu Verden), die hohe Domgastlichkeit. Die Schenkung ist überliefert in einer – verloren gegangenen – Totenliste des 13. Jahrhunderts, aus der die wohl 1332 abgefasste und bis ins 15. Jahrhundert fortgeführte Verdener Bischofschronik geschöpft hat. Diese Chronik nennt das Dorf in einer entstellten Form „Thunderlinge“.

### Verwaltungsgeschichte
In der Franzosenzeit gehörte Anderlingen von 1810 bis 1811 zur Mairie Anderlingen im Kanton Selsingen im Königreich Westphalen und von 1811 bis 1814 unter Napoleon zur Mairie Selsingen im Kanton Zeven direkt zum Französischen Kaiserreich.
Vor 1859 gehörte Anderlingen dann zur Börde Selsingen im Amt Zeven. Die Börde Selsingen wechselte im Zuge der Verwaltungsreform von 1859 im Königreich Hannover zum Amt Bremervörde.
Das Amt Bremervörde ging 1885 im Kreis Bremervörde auf, der 1977 mit dem Landkreis Rotenburg (Wümme) fusionierte.
Von 1970 bis 1974 war Anderlingen Teil der Samtgemeinde Selsingen. Zum 1. März 1974 wurde im Zuge der Gebietsreform aus den Gemeinden Grafel, Ohrel und Anderlingen die neue Gemeinde Anderlingen gebildet.

### Einwohnerentwicklung
| Jahr | Einwohner            |
| ---- | -------------------- |
| 1791 | 8 Feuerstellen       |
| 1824 | 8 Feuerstellen       |
| 1848 | 175 Leute, 29 Häuser |
| 1871 | 202 Leute, 35 Häuser |
| 1910 | 209                  |
| 1925 | 260                  |
| 1933 | 303                  |
| 1939 | 300                  |

### Religion
Anderlingen ist evangelisch-lutherisch geprägt und gehört zum Kirchspiel der St.-Lamberti-Kirche in Selsingen.

## Kultur und Sehenswürdigkeiten

### Vereine
- Freiwillige Feuerwehr (gegr. 1933)

- Schützenverein Anderlingen (gegr. 11. Oktober 1972)
- SV Anderlingen
- Landjugend Anderlingen
- Kulturverein Anderlingen e. V.
- Theatergruppe Anderlingen

### Sehenswürdigkeiten

#### Bauwerke
In der Liste der Baudenkmale in Anderlingen ist für Anderlingen ein Baudenkmal eingetragen:
- Hembecker Weg 3: Wohn-/Wirtschaftsgebäude

#### Steinplanetarium
Das Steinplanetarium ist Teil der SteinErlebnisRoute. Es ist ein Modell des Sonnensystems im Maßstab 1:700 Millionen und soll die Ausdehnung des Planetensystems deutlich machen. Zentrum des Steinplanetariums ist die 2 m hohe Sonne in Anderlingen. Die Entfernung von dort bis zum äußersten Planeten Neptun beträgt 6 km. Da Stein Hauptbestandteil des Freilichtplanetariums zwischen Anderlingen und Haaßel ist, entschied man sich für den Namen Steinplanetarium.

#### Grabhügel
Nahe dem Originalstandort des Hügelgrabs, in dem der Anderlinger Bildstein mit der Steinkiste gefunden wurde, wurde ein neu aufgeschütteter Grabhügel errichtet, der das Aussehen des originalen Grabhügels vermitteln soll. Rundherum wurde ein Park mit diversen Findlingen und Pflanzen angelegt.

## Wirtschaft und Infrastruktur

### Verkehr

#### Straße
Aufgrund der Randlage im Landkreis wird Anderlingen bloß von zwei Kreisstraßen bedient: Das ist zum einen die K 109, die im Westen nach Selsingen führt und dort in die Bundesstraße 71 mündet. In Anderlingen biegt sie nach Norden ab und führt über Grafel und Fehrenbruch nach Farven. Des Weiteren führt die K 110 im Süden von Heeslingen über Sassenholz kommend durch den Ort weiter nach Ohrel, wo sie in der K 118, die im Norden nach Malstedt führt, endet.
Der nächste Autobahnanschluss besteht 19 km südlich entfernt an der Anschlussstelle 48 Elsdorf an die A1.

#### Schiene
Die nächsten Bahnhöfe befinden sich 13 km entfernt nördlich in Kutenholz und Brest-Aspe an der Bahnstrecke Bremerhaven-Wulsdorf–Buchholz.

## Persönlichkeiten

### Söhne und Töchter des Ortes
- Lütje Micheels (1841–1918), Lehrer und Organist

### Persönlichkeiten mit Verbindung zu Anderlingen
- Heinrich Behnken (1880–1960), Lehrer und Autor plattdeutscher Werke